# General Atomics Aeronautical Systems
General Atomics Aeronautical Systems, Inc. är ett amerikanskt tillverkningsföretag inom försvarsindustrin och som utvecklar och tillverkar obemannade luftfarkoster men även övervaknings- och radarsystem. Mellan 2003 och 2015 hade de också ansvaret för att utveckla det Darpa-stödda luftförsvarssystemet High Energy Liquid Laser Area Defense System (Hellads), som är byggd för att eliminera robotar samt projektiler från artillerier och granatkastare, med hjälp av högenergilasrar. De är ett dotterbolag till General Atomics and affiliated companies och har sitt huvudkontor i Poway i Kalifornien.

## Historik
Moderbolaget har sitt ursprung från att vara en avdelning inom försvarsjätten General Dynamics Corporation. 1986 blev General Atomics ett självständigt bolag efter år med ständiga ägarbyten. 1993 ville de in på marknaden för obemannade luftfarkoster och köpte det konkurshotade företaget Leading Systems, vars enda produkt var den obemannade luftfarkosten Gnat. Leading Systems slogs ihop med andra avdelningar tillhörande General Atomics och bildade dagens General Atomics Aeronautical Systems.

## Galleri

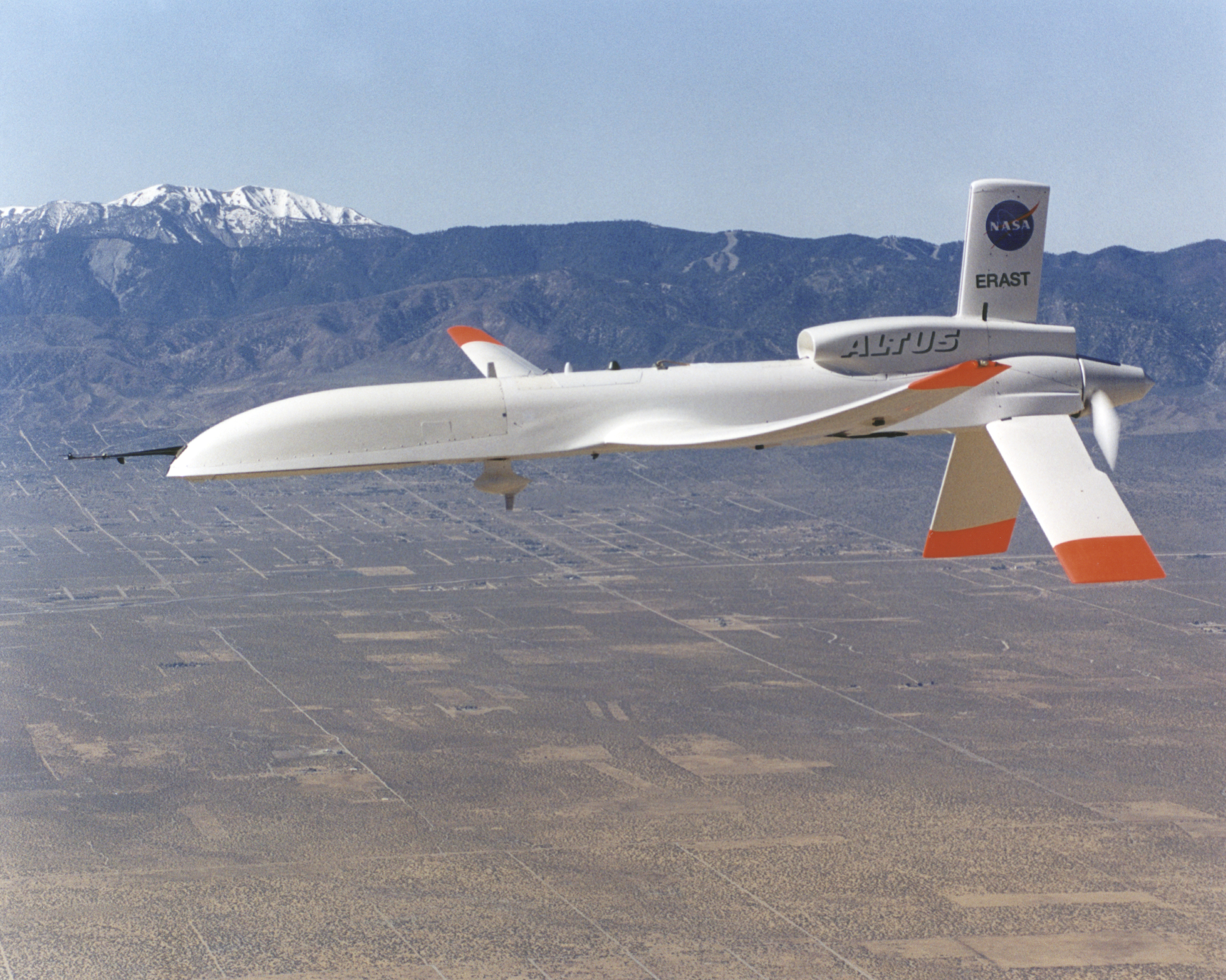
General Atomics Altus II.
General Atomics Avenger
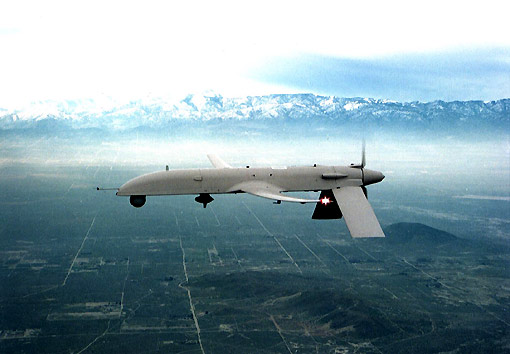
General Atomics Gnat
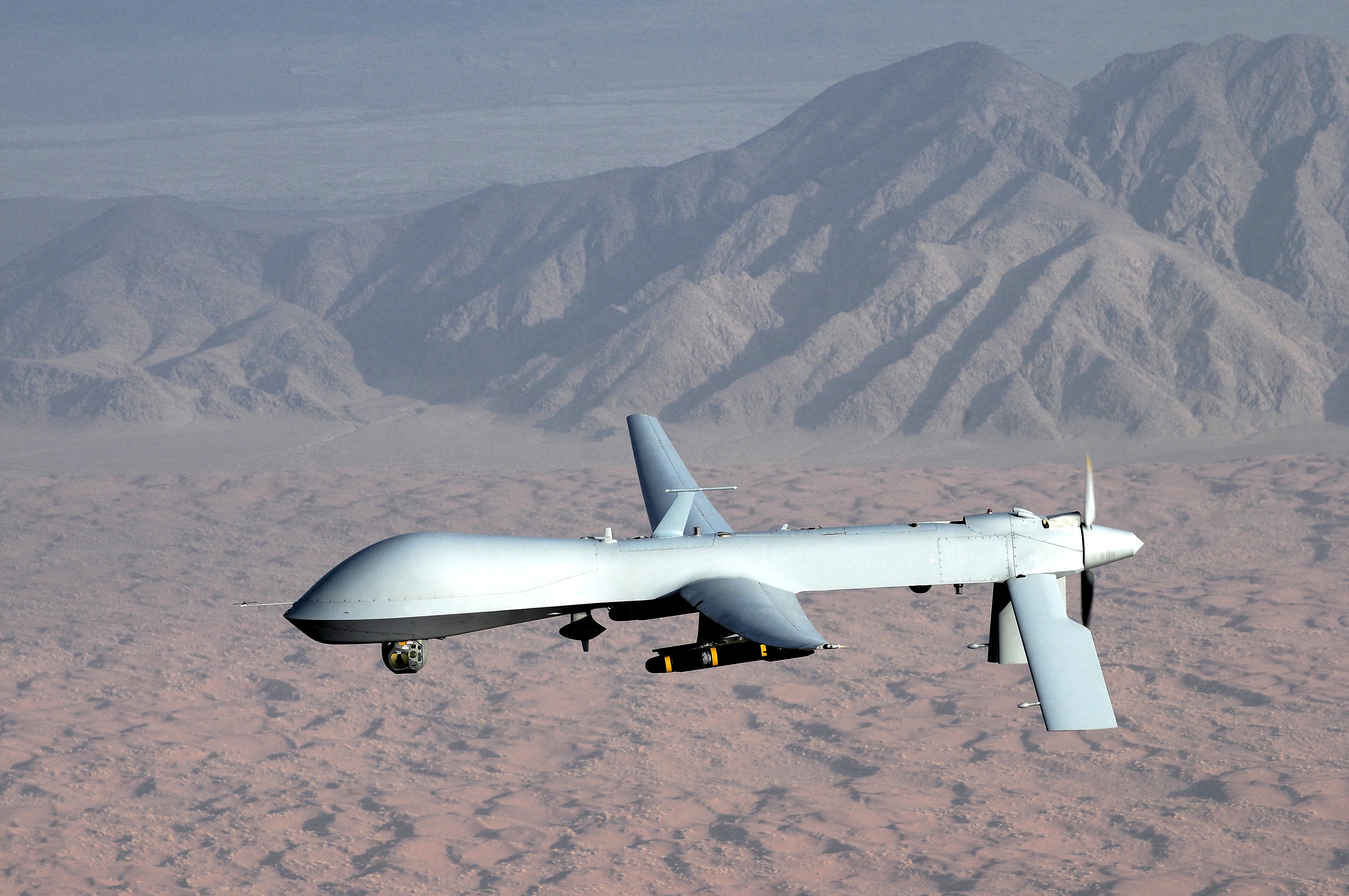
General Atomics MQ-1 Predator
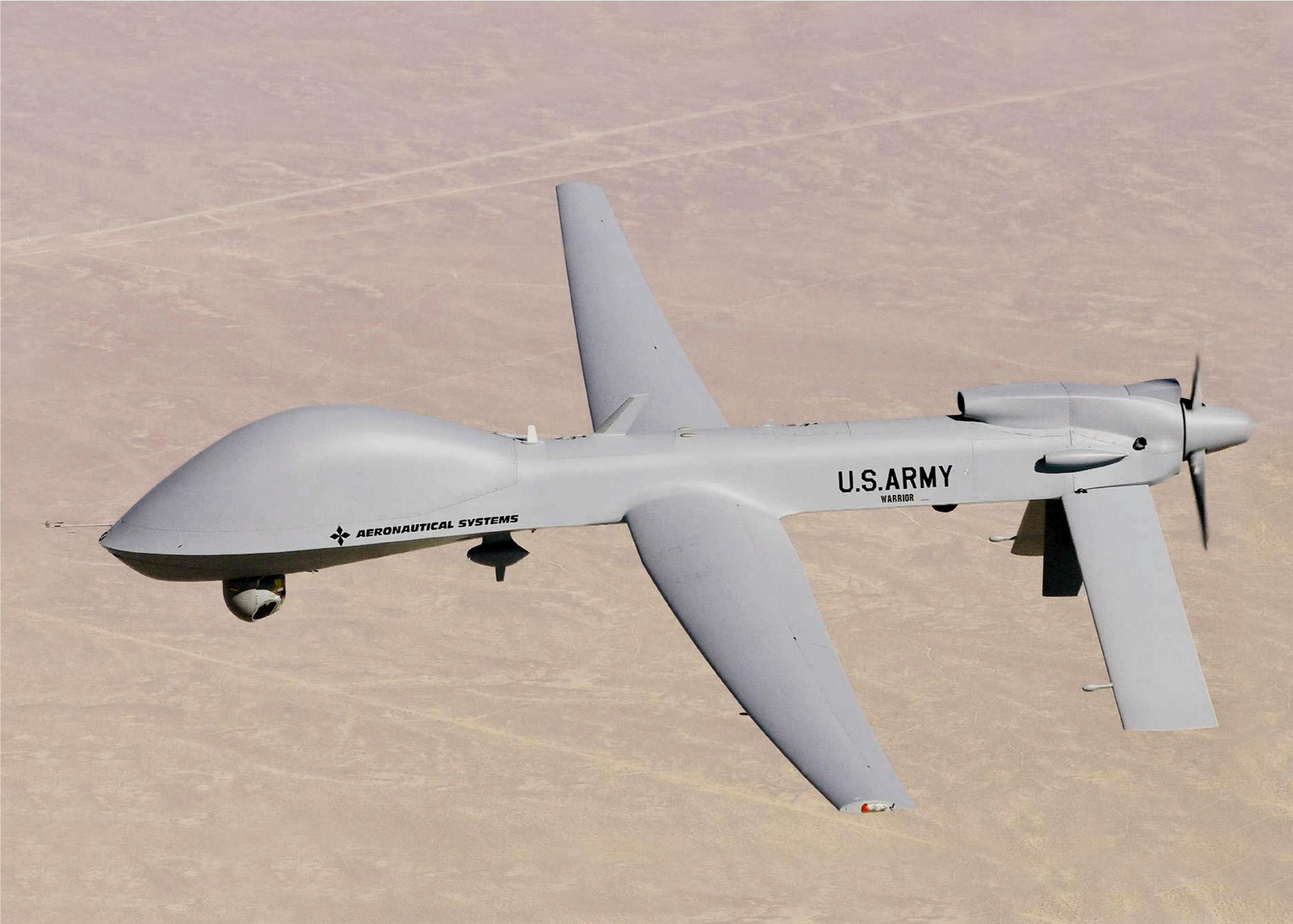
General Atomics MQ-1C Gray Eagle
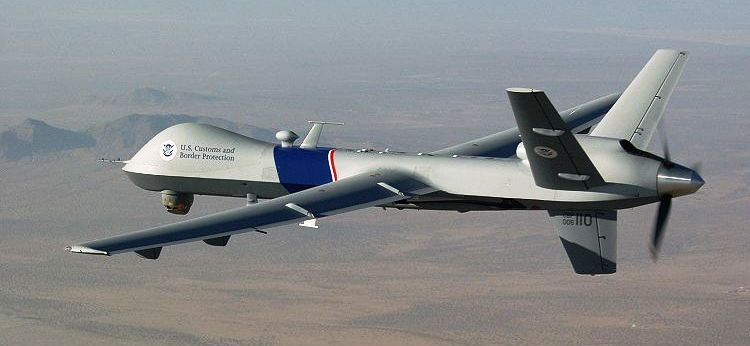
General Atomics MQ-9 Reaper